# Xabi Prieto
Xabier 'Xabi' Prieto Argarate (* 29. srpna 1983, San Sebastián, Španělsko) je španělský fotbalový záložník baskického původu, který hraje v klubu Real Sociedad. Hraje na postu pravého beka.

## Klubová kariéra
Odchovanec baskického klubu Real Sociedad, kde mimo mládežnických týmů hrál i za rezervu. V A-týmu debutoval 8. 10. 2003 v Copa del Rey proti klubu Real Oviedo (výhra 2:1).